# 12537 Кендріддел
12537 Кендріддел (12537 Kendriddle) — астероїд головного поясу, відкритий 24 червня 1998 року.
Тіссеранів параметр щодо Юпітера — 3,591.